# Hugo Gonçalves Ferreira Neto
Hugo Gonçalves Ferreira Neto (João Pessoa, 20 de setembro de 2001), mais conhecido simplesmente como Hugo, é um futebolista brasileiro que atua como lateral-esquerdo. Atualmente defende o Al-Wasl, dos Emirados Árabes.

## Carreira

### Categorias de base
Aos 15 anos de idade, Hugo disputou a Copa São Paulo de Futebol Júnior de 2017 defendendo o Auto Esporte-PB, clube pelo qual deu seus primeiros passos no futebol. A participação no torneio chamou atenção do Corinthians, onde ficou dois anos na equipe sub-17. Em 2019, transferiu-se para o sub-20 do Botafogo.

### Botafogo
Em 2020, o lateral-esquerdo foi integrado ao elenco profissional do Botafogo após a saída de Danilo Barcelos. Sua estreia pelo time principal aconteceu em setembro do mesmo ano, no empate sem gols contra o Santos.
O primeiro gol foi marcado em uma partida histórica: em duelo do Brasileirão de 2022, o Botafogo perdia por 2–0 para o Internacional, no Estádio Beira-Rio, com um jogador a menos desde os sete minutos do primeiro tempo. No entanto, o time conseguiu o empate e, aos 55 minutos da etapa final, Hugo foi responsável por anotar o gol da virada, fechando o placar em 3–2 para o alvinegro.
Em 2024, o lateral fez parte do elenco botafoguense que conquistou a Copa Libertadores da América e o Campeonato Brasileiro.

### Vitória
Em 7 de janeiro de 2025, foi emprestado ao Vitória por um ano, com opção de compra prevista em contrato ao fim do período. No dia 3 de junho do mesmo ano, Hugo teve seu contrato rescindido com o rubro-negro de forma amigável.

### Al-Wasl
Logo após deixar o Vitória, o lateral foi anunciado pelo Al-Wasl, equipe dos Emirados Árabes comandada pelo técnico Luís Castro, com quem trabalhou no Botafogo. O alvinegro, por sua vez, manteve 50% dos direitos econômicos do atleta.

## Títulos
Botafogo
- Campeonato Brasileiro - Série B: 2021
- Taça Rio: 2023 e 2024
- Copa Libertadores da América: 2024
- Campeonato Brasileiro: 2024